# Lucien Glibert
Lucien Glibert (Baulers, 13 april 1920 - Haine-Saint-Pierre, 9 juli 2004) was een Belgisch senator.

## Levensloop
Glibert werd landbouwer en veehouder in Baulers, waarmee hij de familiale traditie volgde. 
In navolging van zijn vader lanceerde hij zich tevens in de politiek. Hij werd in oktober 1946 verkozen tot liberaal gemeenteraadslid in Baulers en was er van 1947 tot 1952 schepen van Onderwijs. Vervolgens was Glibert van 1953 tot 1976 de laatste burgemeester van de gemeente, die daarna opging in de stad Nijvel. Hij werd er in oktober 1976 verkozen tot gemeenteraadslid en was van 1977 tot 1982 schepen van Onderwijs, Ruimtelijke Ordening en Stedenbouw onder burgemeester Marcel Plasman. Begin 1983 werd Glibert burgemeester van Nijvel. Hij bekleedde de functie tot eind 1988 en werd toen met zijn partij PRL naar de oppositiebanken verwezen. Na de gemeenteraadsverkiezingen van 1994 kwam de PRL opnieuw in het college van burgemeester en schepenen terecht en in januari 1995 werd hij opnieuw schepen, bevoegd voor Handel, Industrie, Landbouw, Toerisme en Erediensten. Glibert bleef schepen tot eind 2000, al stond hij de bevoegdheden Toerisme en Erediensten in 1998 af, en zette toen op 80-jarige leeftijd een punt achter zijn lokale politieke loopbaan.
Glibert was eveneens actief in de nationale politiek. In november 1985 werd hij door de PRL gecoöpteerd in de Senaat. Twee jaar later,  bij de verkiezingen van 1987, werd Glibert door de kiezers van het arrondissement Nijvel rechtstreeks gekozen als senator. Door de toen bestaande dubbelmandaten zetelde hij van 1988 tot 1991 automatisch ook in de Raad van de Franse Gemeenschap en de Waalse Gewestraad. Bij de verkiezingen van november 1991 vroeg Glibert geen hernieuwing van zijn mandaat meer.